# Mycetophila stonei
Mycetophila stonei är en tvåvingeart som beskrevs av Lane 1952. Mycetophila stonei ingår i släktet Mycetophila och familjen svampmyggor. Inga underarter finns listade i Catalogue of Life.